# Скъри (окръг, Тексас)
Окръг Скъри (на английски: Scurry County) е окръг в щата Тексас, Съединени американски щати. Площта му е 2352 km², а населението - 16 361 души (2000). Административен център е град Снайдър.